# Trio Rio
Trio Rio war eine deutsche Popgruppe, die 1986 mit New York – Rio – Tokyo ihren einzigen Charthit hatte.

## Geschichte
Im Jahre 1983 gründete der Sänger Peter Fessler zusammen mit Cläusel Quitschau und Klaus Mages die Band. Sie spielte im Wesentlichen Jazzstandards mit lateinamerikanischen Rhythmen. Zwei Jahre später stieß Oliver Heuss zur Gruppe und veränderte das Konzept in eine kommerziellere Richtung. Sie versuchten nun, südamerikanische Rhythmen, Rock und Latin Rock zu verschmelzen. Kommerziell erfolgreich waren sie jedoch nur mit einem einzigen Titel: New York – Rio – Tokyo, der es als One-Hit-Wonder im Jahre 1986 bis auf Platz drei der deutschen Singlecharts schaffte. Die dazugehörige Langspielplatte schaffte es bis Platz 23 in den deutschen Verkaufscharts. Man konnte an diese ersten Erfolge jedoch nicht weiter anknüpfen. Bereits die zweite Single Voulez voulez vous wurde ein Flop. Im Jahr 1987 ersetzte Serge Maillard Fessler und Mages. Mit ihm veröffentlichte man das Album Voodoo Nights. Die Band löste sich 1990 auf.

## Nach Trio Rio
- Peter Fessler veröffentlichte 1991 sein erstes Soloalbum My Songs! und kam 1993 mit Conquer Me aus dem Album Don’t Tell Me (Metronome) zu einem ersten Soloerfolg. Danach veröffentlichte er auf minor music einige Alben, auf denen er wieder hauptsächlich Jazz-Standards interpretierte. 2000 wechselte er zum Skip Label, worauf seine Musik wieder etwas poppiger wurde. 2022 veröffentlichte er das Album Fessler Unlocked.[2]
- Klaus Mages spielte später bei den Rainbirds.
- Oliver Heuss komponiert Film- und Fernsehmusik.

## Mitglieder
- Peter Fessler (Gesang) (1983–1987)
- Serge Maillard (Gesang) (1987)
- Oliver Heuss (Keyboard)
- Cläusel Quitschau (Bass) † 27. September 2016
- Pablo Escayola (Percussion)
- Klaus Mages (Schlagzeug) (1983–1987)

## Diskografie

### Alben
- 1986: Trio Rio
- 1987: Voodoo Nights
- 1990: Who Dat, Mon?

### Singles
- 1986: New York – Rio – Tokyo
- 1987: Voulez voulez vous
- 1987: I’m Still in Love with You
- 1987: Greatest Love
- 1990: Who dat, mon?